# Порядуличная трава ко Дню святого Патрика
«Специальная травка ко Дню святого Патрика» (англ. Credigree Weed St. Patrick's Day Special) — шестой и последний эпизод двадцать пятого сезона американского мультсериала «Южный Парк». Премьера эпизода состоялась на Comedy Central в США 16 марта 2022 года.

## Сюжет
Рэнди Марш готовится выпустить новую специальную смесь марихуаны Tegridy Farms ко Дню Святого Патрика, но расстраивается, когда видит, что соседняя ферма Credigree Weed, принадлежащая Стиву Блэку, также продает специальную смесь ко Дню Святого Патрика. Тем временем Баттерс Стотч прибывает в начальную школу Южного Парка в веселом настроении и игриво щипает одноклассницу, которая не одета в зеленое, но позже выяснилось, что на самом деле ученица была в зеленых носках. Поскольку она не согласилась на это щипание, Баттерса немедленно арестовывают и бросают в тюрьму за сексуальное насилие . Вернувшись в Credigree Weed, Рэнди и Стив обмениваются ударами после того, как первый обвиняет второго вкультурное присвоение ирландской и белой культуры. Рэнди бросают в тюрьму вместе с Баттерсом, который интерпретирует его прибытие как знак надежды от самого Святого Патрика .
Стив Блэк получает заказ от владельца ирландского бара Farty O’Cools на две с половиной тонны Credigree Weed. Его жена Линда задается вопросом, как он добудет такую большую сумму, но Стив, тем не менее, сохраняет оптимизм. Рэнди использует свой телефонный звонок, чтобы убедить своего сына Стэна бросить школу и пронести в тюрьму немного Tegridy Weed. Он и его друзья прячут каннабис в торте, и Рэнди собирается предложить его ближайшему охраннику, когда в полицейский участок прибывает бесплатная партия Credigree Weed. Разъяренный этим, Рэнди использует магические силы лепрекона, чтобы вырваться из тюрьмы, а Баттерс следует за ним.
Он возвращается домой на свою ферму по выращиванию каннабиса и обнаруживает, что его деловой партнер Полотенчик продал Стиву специальное предложение ко Дню Святого Патрика от Tegridy Farms за полцены. Рэнди избивает Полотенчика и отправляется в Farty O’Cools, чтобы противостоять Стиву, где посетители находятся в состоянии повышенной готовности после того, как в новостях объявляется, что сексуальный хищник (Баттерс) сбежал из его камеры. Полиция преследует Баттерса, и, когда он собирается сдаться, настоящий Святой Патрик спускается в Южный парк и произносит разочарованную речь о том, как было утеряно первоначальное послание Дня Святого Патрика — напиться и совершить половые акты. Святой Патрик изнасиловал разных женщин и мужчин во время этой речи, из-за чего горожане потеряли интерес к нему и празднику.
Эпизод заканчивается новостью об отмене Дня Святого Патрика, последнего праздника, когда белые люди могут в полной мере отпраздновать свою расу; также выясняется, что Баттерс был приговорен к пяти годам общественных работ.

## Отзывы
Дэн Кэффри из The AV Club поставил эпизоду пятерку, заявив, что, хотя никто в конце эпизода «похоже, не готов философствовать о подводных камнях и сложностях культурного присвоения», такой неразрешенный финал по-прежнему «успешен здесь». потому что, грубо говоря, шутки просто работают. Всегда будет забавно видеть, как здоровые Баттерсы попадают в невыносимо неприятные ситуации, например, арест за сексуальное насилие. Всегда будет забавно видеть, как Рэнди справляется со своей последней предполагаемой несправедливостью. всегда будет забавно видеть еще одного развратного злодея, изображенного в виде картонной фигуры в стиле лоу-фай [похожей] на Саддама Хусейна и Мела Гибсона".
Макс Ночерино из Future of the Force поставил эпизоду «твердую пятерку», а веб-сайт наградил его пятью звездами из пяти. Он назвал основной посыл эпизода о культурном присвоении «абсурдно-сюрреалистическим Южным парком во всей его красе», а также похвалил вторичный посыл, высмеивающий «женоненавистническую культуру неуместных прикосновений к женщинам из-за соблазна откровенных и скудных нарядов».